# Huntleya
Huntleya es un género reducido de orquídeas epifitas que incluye 14 especies. Es originario de América.

## Descripción
Son  epífitas, sin pseudobulbo y generalmenteplantas grandes con hojas subplicadas con unos cuarenta centímetros de longitud, erectas y con una sola flor.

## Localización
Se encuentran en las nebliselvas a altitudes medias en Guatemala, Costa Rica, llegando por Suramérica hasta  Bolivia. La especie tipo es: Huntleya meleagris igualmente se encuentra en Trinidad.

## Especies deHuntleya
- Huntleya apiculata (Rchb.f.) Rolfe (1916)
- Huntleya brevis Schltr. (1924)
- Huntleya burtii (Endres & Rchb.f.) Rolfe (1916)
- Huntleya caroli P. Ortiz (2004)
- Huntleya citrina Rolfe(1916))
- Huntleya fasciata Fowlie (1966))
- Huntleya grandiflora Lam. (1869)
- Huntleya gustavii (Rchb.f.) Rolfe (1916)
- Huntleya lucida (Rolfe) Rolfe (1916)
- Huntleya meleagris Lindl. (1837) - especie tipo
- Huntleya sessiliflora Bateman ex Lindl. (1837)
- Huntleya vargasii Dodson & D.E. Benn. (1989)
- Huntleya waldvogelii Jenny (1984)
- Huntleya wallisii (Rchb.f.) Rolfe (1916)